# Fahéjtorkú légykapó
A fahéjtorkú légykapó (Ficedula strophiata) a madarak osztályának verébalakúak (Passeriformes) rendjéhez és a  légykapófélék (Muscicapidae) családjához tartozó faj.

## Rendszerezése
A fajt Brian Houghton Hodgson angol zoológus írta le 1837-ben, a Siphia nembe Siphia Strophiata néven.

## Alfajai
- Ficedula strophiata strophiata (E. C. S. Baker, 1923) - a Himalája vidéke és onnan keletre Kína középső és déli részéig, valamint Mianmar nyugati és északi része
- Ficedula strophiata fuscogularis (Hodgson, 1837) - dél-Laosz és közép-Vietnám

## Előfordulása
Dél- és Délkelet-Ázsiában, Banglades, Bhután, Hongkong, India, Laosz, Mianmar, Nepál, Thaiföld és Vietnám területén honos.
Természetes élőhelyei a mérsékelt övi erdők, szubtrópusi vagy trópusi hegyi esőerdők és cserjések. Vonuló faj.

## Megjelenése
Testhossza 15 centiméter, testtömege 10-15 gramm. Torkán fahéjszínű folt van, homlokán világoskék vonal.
|  |  |

## Életmódja
Repülő rovarokkal táplálkozik.

## Szaporodása
Faodúba vagy part oldalába gyökerekből készíti fészkét, melyet mohával bélel ki.

## Természetvédelmi helyzete
Az elterjedési területe rendkívül nagy, egyedszáma pedig stabil. A Természetvédelmi Világszövetség Vörös listáján nem fenyegetett fajként szerepel.